# Louise Armaindo

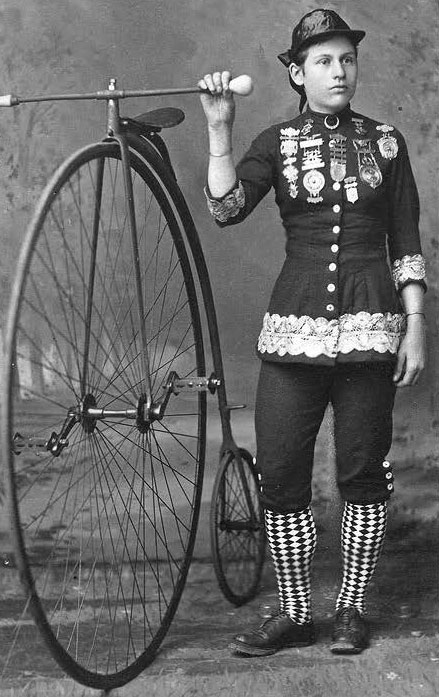
Louise Armaindo (1883)

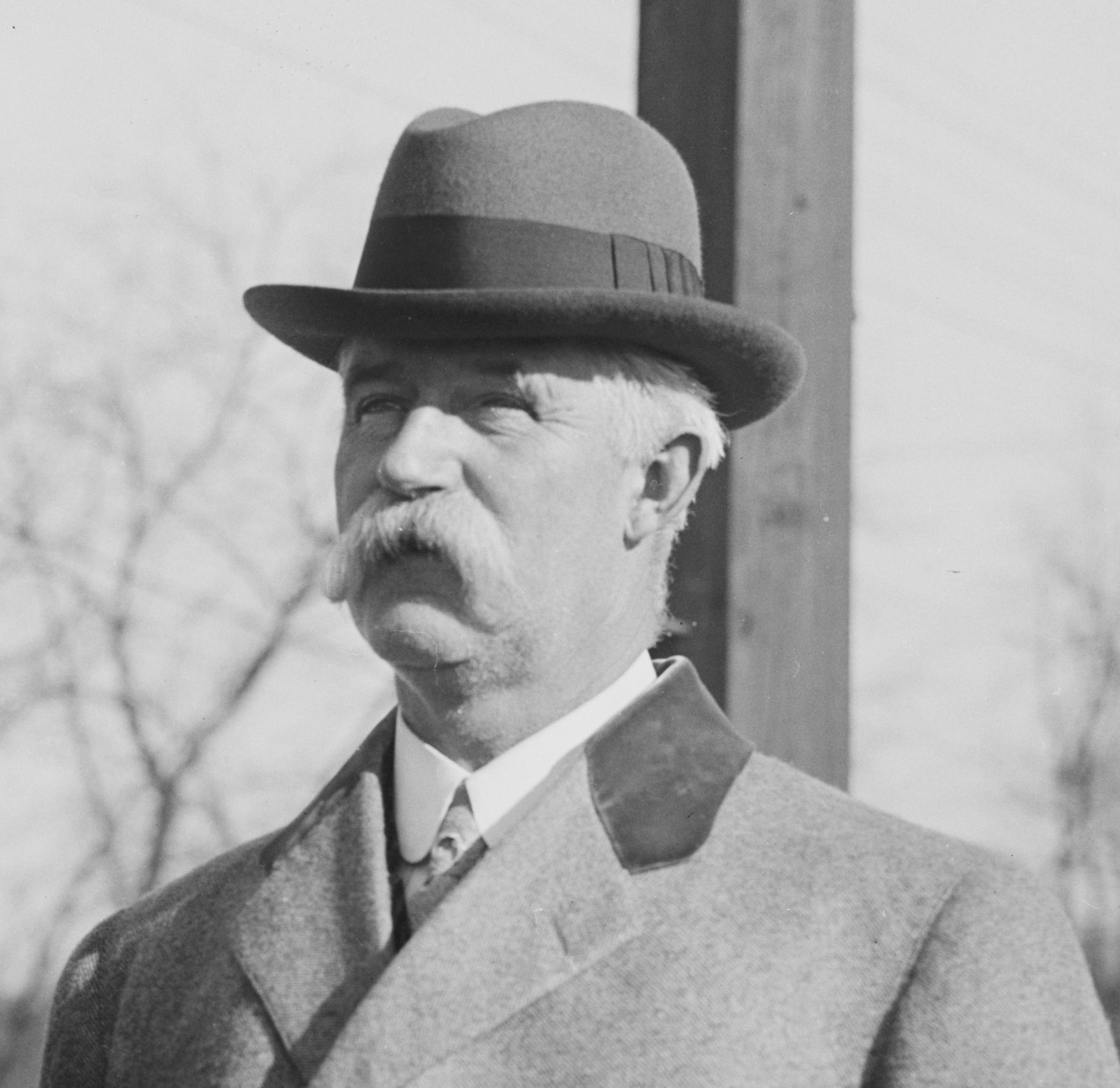
Armaindos Manager Tom Eck. Mutmaßlich war er auch ihr Ehemann

Louise Armaindo, eigentlich Louise Brisbois oder Louise Brisebois, (* 12. Oktober 1857 in Sainte-Anne-de-Bellevue; † 2. September 1900 in Montreal) war eine kanadische Zirkusartistin und Pionierin des Radsports. Sie gilt als eine der ersten Profisportlerinnen Kanadas.

## Biographie
Louise Brisbois (andere Schreibweise Brisebois) stammte aus einer Zirkusfamilie und arbeitete wie ihre Eltern als Artistin. Ihre Vorfahren lassen sich vermutlich bis ins 17. Jahrhundert zurückverfolgen, als diese von Frankreich nach Neufrankreich einwanderten. Der später bekannte Fotograf Alfred Brisbois war ein entfernter Cousin. Ihre Muttersprache war Französisch, Englisch sprach sie mit Akzent. Obwohl sie zierlich gewesen sein soll (55 Kilogramm bei 1,58 Meter Größe), heißt es, dass sie schon mit 18 Jahren als Kraftfrau aufgetreten sei und rund 340 Kilogramm gehoben habe. Sie soll ein Geschirr besessen haben, mit dem sie vier Männer gleichzeitig mit den Zähnen hochheben konnte.
Mitte der 1870er Jahre gab Brisbois ihre Zirkusauftritte auf, ging nach Chicago und nahm den Nachnamen Armaindo an. Sie begann eine professionelle Laufbahn als Geherin (pedestrienne), ein damals populärer Sport, auf den gewettet wurde. Die Gehwettbewerbe gingen über verschiedene Streckenlängen bis hin zur Marathondistanz. Sie lernte ihren Landsmann Tom Eck kennen, der selbst als Profi mehrere Sportarten ausübte. Er soll der erste Mann gewesen sein, der auf dem Fahrrad 100 Meilen in weniger als sechs Stunden bewältigte. Eck, der auch den Läufer Tom Longboat managte, nahm Armaindo als Trainer und Manager unter seine Fittiche; mutmaßlich waren die beiden verheiratet. Gemeinsam reiste das Paar von einem Wettbewerb zum anderen.
Anfang der 1880er Jahre verloren die Gehwettbewerbe an Attraktivität bei den Zuschauern. Hochräder kamen hingegen in Mode, und Louise Armando verlegte sich auf den Radrennsport. Von 1881 bis 1889 war sie als Profiradsportlerin aktiv: Sie fuhr vorrangig Rennen gegen Männer, bei denen sie nicht selten gewann, und versuchte, Dauerrekorde aufzustellen. So legte sie in einem Rennen im Jahr 1882 in 72 Stunden mehr als 600 Meilen zurück (12 Stunden an sechs aufeinanderfolgenden Tagen), was als neuer US-amerikanischer Langstreckenrekord angesehen wurde. Auch forderte sie andere Frauen auf, gegen sie anzutreten.
Ihre größte Konkurrentin in der Publikumsgunst war Elsa von Blumen. Die beiden Frauen waren sehr unterschiedlich: Während die aus bürgerlichem Hause stammende von Blumen als bescheiden und seriös galt, war Armaindo, die Tochter von Zirkusleuten, aus rauherem Holz geschnitzt: Als ein Veranstalter sie einmal nicht bezahlen wollte, bedrohte sie ihn mit einer Pistole. Für von Blumen war das Fahrrad auch ein Beitrag zur Frauenbefreiung, während Armaindo hauptsächlich daran interessiert war, gutes Geld zu verdienen.
Über ein Jahr lang lehnte Elsa von Blumen die Einladungen von Armaindo zum Kräftevergleich ab. Erst im Juli 1882 stellte sich von Blumen in Philadelphia zum Duell: An sechs Tagen fuhren die beiden Sportlerinnen jeweils fünf Läufe über zwei Meilen, also insgesamt 30 Rennen, von denen Armaindo 21 gewann. Eine Woche später traten die beiden Frauen als Mannschaft gegen den Radsportler W.J. Morgan zu einem sechstägigen Match auf Coney Island an. Morgan fuhr täglich sechs Stunden ohne Pause, die beiden Frauen wechselten sich alle zwei Stunden ab. Da es regnete, stürzten von Blumen und Armaindo mehrfach, bei denen sich insbesondere Armaindo verletzte. Morgan gewann das Rennen mit einer Meile Vorsprung. Anschließend fuhren die beiden Frauen ein Rennen gegeneinander, bei dem Armaindo ihre Kontrahentin um elf Meilen schlug. Von Blumen fuhr sieben Jahre lang kein Rennen mehr gegen Louise Armaindo.
1883 verdiente Louise Armaindo 4000 US-Dollar mit dem Rennsport, eine für die damalige Zeit große Summe. Während sie als Radrennfahrerin immer stärker wurde, wurde Tom Eck ihr gegenüber zunehmend gewalttätig. Einmal verprügelte er sie derart, dass ein Arzt geholt werden musste. 1883 trennte sie sich von ihm. 1888 heiratete sie den 23-jährigen Norman Stewart; sie selbst war 25 Jahre alt. Anschließend ließen ihre Leistungen dramatisch nach: Da ihr Ehemann finanziell von ihr abhängig war, kam es bald zu heftigen Auseinandersetzungen unter den Eheleuten. Als sie einmal entkräftet im Bett lag und versuchte, sich selbst mit Kokain und Strychnin zu „behandeln“, wollte ihr Mann sie zwingen, aufzustehen, um Rennen zu fahren und Geld zu verdienen. Daraufhin warf sie ihn die Treppe hinunter und trennte sich von ihm.
Die League of American Wheelmen (bekannt als „anti-gambling, anti-professional, apparently misogynist“ – „gegen Glücksspiel, gegen Profisport, und offensichtlich frauenfeindlich“) protestierte gegen Louise Armaindo und ihre Erfolge im Profisport. In ihrer Zeitschrift Bicycle hieß es: „The sooner the female bicycle rider is hooted off the race track, the better for our sport.“ („Je eher die weibliche Radsportlerin von der Bahn gebuht wird, um so besser.“) Die Veranstalter hingegen erkannten die wachsende Popularität von Frauenradrennen und organisierten im Februar ein Sechstagerennen für Frauen im Madison Square Garden. Das Rennen war von Stürzen, Pannen und Schlägereien unter den Betreuern geprägt. Armaindo musste am ersten Tag ohnmächtig von der Bahn getragen werden, Elsa von Blumen brach das Rennen von den Umständen angewidert ab. Sieben der teilnehmenden Radsportlerinnen, darunter Armaindo, tourten danach als The Beauty on Wheels durch den Westen der USA.
Anschließend reiste Louise Armaindo nach Europa, um dort an Rennen teilzunehmen und bei Ausstellungen aufzutreten. Ihr Plan, an der Show von Buffalo Bill im Rahmen der Pariser Weltausstellung teilzunehmen, scheiterte jedoch. Mit dem neu aufgekommenen Sicherheitsniederrad („Safety“) konnte sie sich nicht anfreunden. Ihr letztes bekanntes Rennen fand 1893 in Chicago statt. Sie wurde Dritte, nachdem sie in 48 Stunden 416 Meilen gefahren war. In Chicago lebte sie in einem Hotel, in dem (ca. 1896) ein Feuer ausbrach. Louise Armando hatte das Fenster ihres Zimmer zugenagelt, um ungebetenen Besuch über die Feuertreppe abzuhalten. Erst in letzter Minute konnte sie aus dem Fenster springen. Dabei erlitt sie zahlreiche Brüche und musste fünf Monate im Krankenhaus verbringen. Sie starb am 2. September 1900 in Montreal im Alter von (vermutlich) 42 Jahren und wurde auf dem dortigen Friedhof Notre-Dame-des-Neiges bestattet.